# Aeroportul Bagasbas
Aeroportul Bagasbas (IATA: DTE, ICAO: RPUD) este un aeroport din Daet⁠(d), Camarines Norte⁠(d), Bicol Region⁠(d), Luzon⁠(d), Filipine ce deservește zona Daet⁠(d). Aeroportul a fost tranzitat în 2008 de 300 de pasageri.
Situat la o altitudine de 4 m, aeroportul dispune de o singură pistă. Este operat de Civil Aviation Authority of the Philippines⁠(d).